# Anzianità agnatizia
L'anzianità agnatizia o seniorato è un principio di eredità patrilineare in cui l'ordine di successione al trono preferisce il fratello minore ai figli del monarca. I figli di un monarca (la generazione successiva) succedono al trono solo dopo che tutti i maschi della generazione maggiore sono deceduti. L'anzianità agnatizia esclude essenzialmente dalla successione le donne e i loro discendenti. È l'opposto della primogenitura, in cui sono i figli del monarca a succedergli.

## Descrizione
Nelle monarchie ereditarie, in particolare nei tempi più antichi, l'anzianità era un principio di successione molto usato. L'Impero ottomano si evolse da una successione elettiva, che seguiva il principio dell'anzianità agnatizia, a una successione ereditaria.
In un regime di successione basato sulla rotazione (simile all'anzianità), tutti i membri (maschi) della dinastia avevano diritto di succedere al trono in linea di principio. Tuttavia, questo tendeva a portare a situazioni in cui non esisteva una regola chiara per determinare chi sarebbe stato il prossimo monarca.
I fratelli che si succedono l'un l'altro conducono rapidamente, in particolare nelle generazioni successive, a modelli complessi e anche a dispute tra i rami che si sono formati all'interno della casa monarchica. I sovrani avevano parenti collaterali, alcuni dei quali erano cugini piuttosto distanti, che spesso avevano il diritto di succedergli. O un ramo otteneva un controllo sufficiente sugli altri (spesso con la forza), o si trovava un equilibrio con i rami rivali (la successione diventava a rotazione), o l'eredità era in qualche modo divisa.
La successione basata sull'anzianità o sulla rotazione era spesso limitata a quei principi che erano figli di un monarca regnante precedente. Il figlio di un re aveva quindi un diritto più alto di un figlio di un principe. In alcuni casi, le distinzioni erano fatte anche in base al fatto che il ricorrente fosse nato da un monarca che regnava al momento della sua nascita (porfirogenitura).
Questo limite era pratico, altrimenti il numero dei rivali sarebbe stato travolgente. Tuttavia, di solito lasciava comunque più rivali che troppo spesso si facevano guerra l'uno con l'altro. In altri casi, i rami idonei della dinastia si estinsero nella linea maschile (in assenza di alcun figlio sopravvissuto), e la situazione limite era problematica.
I figli di principi che non vivevano abbastanza a lungo per succedere al trono erano insoddisfatti di tali limiti. Questo portò a problemi di interpretazione: cosa accadrebbe se il padre di un ricorrente fosse un monarca legittimo, ma non riconosciuto da tutti, o da nessuno o non avesse governato affatto? I casi furono ulteriormente complicati dai monarchi regnanti ma questa era spesso una soluzione pratica a una successione controversa.
L'anzianità agnatizia tende a favorire a lungo termine una sorta di ultimogenitura. Infatti i principi nati nelle linee più giovani di un certo ramo della famiglia verosimilmente saranno vivi alla morte del predecessore, l'ultimo della generazione immediatamente precedente. In una situazione in cui i rappresentanti di qualsiasi generazione successiva non sono autorizzati a succedere finché gli ultimi della prima generazione non muoiono, diversi principi, di solito appartenenti ai rami più anziani, moriranno prima che arrivi il turno del loro ramo di ascendere al trono. Questa tendenza è una delle cause delle successioni controverse: alcuni desiderano succedere prima di morire e invocano l'anzianità o la maggiore nobiltà del loro ramo. Questo è ulteriormente aggravato se ai membri di una dinastia non fosse permesso succedere nel caso in cui il padre non fosse stato regnante o fossero considerati solo un'alternativa, idonei a succedere solo dopo tutti quei maschi i cui padri erano regnanti fossero deceduti senza discendenza. I rami anziani hanno probabilità elevata di perdere il loro posto nella successione. L'anzianità agnatizia tende a favorire i ragazzi che sono nati nella vecchiaia dei loro padri.
La successione all'interno di una famiglia basata sull'anzianità era spesso un espediente per controllare una monarchia elettiva. Queste due forme di monarchia (anzianità agnatizia e monarchia elettiva) furono usate principalmente negli stessi secoli. Molti re furono ufficialmente eletti per lungo tempo in epoca storica (sebbene l'elezione di solito, o sempre, cadesse su un membro della famiglia del monarca defunto).
La preferenza per i maschi che esiste nella maggior parte dei sistemi di successione ereditaria deriva principalmente dalla natura percepita del ruolo del monarca:
- I capi tribù (proto-monarchi) erano tenuti a partecipare personalmente ad attività violente come guerra, duelli e spedizioni di raid.
- Il suo reddito dipendeva dal "denaro di protezione" o dal lavoro di corvée raccolto da quelle persone che avrebbero dovuto proteggere la comunità dalla violenza, sia esterna (la guerra) che interna (il crimine). La raccolta di questi fondi o servizi spesso richiedeva la minaccia o l'uso effettivo della forza da parte del monarca, ma più educatamente erano etichettati come "tasse" e "doveri". Queste forme di raccolta delle entrate sono presenti anche nei sistemi non monarchici.
- Era molto utile, o addirittura richiesto, che il monarca fosse un guerriero e un comandante militare. I guerrieri, quasi sempre maschi, spesso accettavano solo altri maschi come loro comandanti.
- Inoltre, in alcune monarchie, il sovrano deteneva una certa posizione mistica, quasi sacerdotale. Questo ruolo, a seconda della tradizione in questione, veniva spesso negato alle donne. Nella monarchia francese, una delle spiegazioni ufficiali per la legge salica era che il monarca era obbligato a usare certi strumenti sacri, che le donne non potevano nemmeno toccare.

Nei secoli precedenti, forse in media ogni due o tre generazioni, la linea maschile spesso si estingueva e le donne si rendevano necessarie per tracciare la linea della successione. Durante questo periodo, le linee maschili tendevano a estinguersi con relativa rapidità, di solito a causa di morte violenta. Pertanto, la successione agnatizia "pura" era impossibile da mantenere e venivano fatte frequenti eccezioni: l'eleggibilità veniva concessa ai figli maggiori delle sorelle o ad altre parenti femminili del monarca.
La successione pienamente agnatizia inoltre non servì agli interessi dei singoli monarchi che favorivano le parenti strette e i loro discendenti sui parenti maschi molto distanti.
Nel tardo Medioevo, la violenza che coinvolse direttamente il monarca e i suoi eredi divenne meno importante, poiché gradualmente diminuì la loro personale partecipazione ai combattimenti. I figli avevano molte più probabilità di sopravvivere fino all'età adulta, di sposarsi e di generare figli rispetto ai secoli precedenti, quando molte famiglie nobili persero i figli adolescenti in un periodo di guerra. Inoltre, migliorarono le condizioni di vita e di nutrizione, portando a un minor numero di aborti e alla diminuzione della mortalità infantile. Le figlie erano quindi sempre meno necessarie per tracciare la successione.
In molte culture, i cognomi sono determinati in modo agnatizio.

## Esempi storici
L'anzianità agnatizia e il sistema rotale furono usati in diverse monarchie storiche.
- Fu praticata dalla dinastia Shang e dai suoi sopravvissuti che governarono lo Stato di Song sotto la dinastia Zhou.
- Nella Rus' di Kiev, durante la dinastia dei Rjurikidi, fu implementato un particolare tipo di sistema rotale dal gran principe Jaroslav il Saggio (1019-1054).
- Nel Regno di Polonia dei primi Piast, Boleslao III nel 1138, poco prima della sua morte, promulgò il suo testamento con il quale divise le sue terre tra quattro dei suoi figli. Il "principio del signore" stabilito nel testamento ordinò che in ogni momenti il più anziano membro della dinastia dovesse avere il potere supremo sul resto della dinastia e dovesse controllare un'indivisibile "parte del signore": una vasta striscia di terra che andava da nord a sud fino a metà della Polonia, con Cracovia città capitale. I diritti del Signore includevano anche il controllo sulla Pomerania, una dipendenza del Sacro Romano Impero. Il "principio del signore" fu quasi subito rotto, portando entro 200 anni alla frammentazione feudale della Polonia.
- Nella Moravia e Boemia dagli anni che vanno dal 1055 e 1182, rispettivamente, al 1203, si seguiva un principio di anzianità stabilito dal duca Bretislao I in una sua "Costituzione" di anzianità.
- Fu talvolta utilizzato in Marocco dalla dinastia alawita fino a quando fu definitivamente abolito dal re Muhammad V (1957-1961) che introdusse la primogenitura agnatizia.
- Il principio venne utilizzato dalla dinastia saudita, la famiglia reale dell'Arabia Saudita, fino al 2017. Tutti i successori del primo re, Abd al-Aziz, sono suoi figli (ne aveva 36). Attualmente, poiché tutti i rimanenti candidati della prima generazione hanno tra i 70 e i 90 anni, re Abd Allah nel 2006 istituì il Consiglio di Fedeltà per facilitare la transizione del potere ai nipoti del primo sovrano. L'istituzione del Consiglio rese la successione formalmente elettiva, ma l'anzianità rimaneva il fattore dominante. Il 21 giugno 2017 re Salman, con il consenso della maggioranza dei membri del Consiglio, nominò erede al trono suo figlio Mohammad, di fatto annullando o sospendendo il principio di anzianità usato fino a quel momento.
- Nella successione per il titolo di imperatore d'Etiopia, la limitazione agli agnati fu controllata fino a tempi recenti. Secondo la ricerca dello storico Taddesse Tamrat, l'ordine di successione durante la dinastia Zaguè prevedeva che a succedere al re fosse il suo fratello minore. Era apparentemente basato sulle leggi di eredità degli Agaw, un gruppo etnico locale. Tuttavia, divenne in seguito dominante il principio della primogenitura agnatizia, sebbene la successione al trono alla morte del monarca potesse essere rivendicata da qualsiasi parente maschio dell'imperatore - figli, fratelli, zii o cugini. Per evitare l'instabilità e la guerra civile, l'imperatore di solito si occupava di designare il suo erede prescelto e di rafforzare la sua posizione contro i rivali. Inoltre, l'imperatore poneva i potenziali rivali dell'erede in un luogo sicuro. Questo limitava drasticamente la loro capacità di sconvolgere l'Impero con rivolte o di contestare la successione di un erede apparente. Nel corso del tempo, gli imperatori furono più frequentemente selezionati da un consiglio di alti funzionari del regno, sia laici che religiosi.
- La contea d'Angiò utilizzò a lungo l'ereditarietà per anzianità. Quando Enrico II d'Inghilterra sposò Eleonora d'Aquitania, creando l'Impero angioino, si posero alcuni problemi su quali leggi ereditarie avrebbero seguito i loro figli. Infatti il padre di Enrico II era Goffredo V d'Angiò ed ereditò l'Inghilterra e la Normandia da sua madre, l'imperatrice Matilde. Il figlio maggiore di Enrico II, Enrico il Giovane, morì prima di lui, quindi il trono passò al suo figlio maggiore superstite, Riccardo. Il terzo figlio di Enrico II, Goffredo, duca di Bretagna, morì tre anni prima di suo padre, ma sua moglie era incinta e diede alla luce un figlio, Arturo. Quando Riccardo I fu ferito mortalmente durante un assedio, sul letto di morte nominò suo fratello Giovanni, il quarto e più giovane figlio di Enrico II, come suo erede. Tuttavia, l'eredità venne messa in discussione dal giovane Arturo, allora dodicenne. Egli sosteneva che come figlio del fratello maggiore di Giovanni, Goffredo, fosse l'erede legittimo di Riccardo e Enrico II secondo le leggi della primogenitura agnatizia che erano seguite nel Regno d'Inghilterra e nel Ducato di Normandia. Giovanni replicò che, in quanto erede della linea dei conti di Angiò, l'Impero angioino seguiva la legge di successione dell'Angiò che si basava sull'anzianità agnatizia. Affermò che come fratello minore di Riccardo I, veniva prima di suo nipote. Arturo continuò a rivendicare il trono per i successivi quattro anni, alleandosi con il re di Francia contro Giovanni, anche se la dichiarazione fatta da re Riccardo I forniva maggiore forza alle rivendicazioni di Giovanni. Alla fine Arturo fu catturato in battaglia, imprigionato e presumibilmente ucciso su ordine del rivale. La questione non fu mai definitivamente decisa poiché Giovanni perse quasi tutti i suoi possedimenti terrieri in terra di Francia e dovette rinunciare a qualsiasi pretesa di dominio sull'Angiò.
- Attualmente, dopo la sospensione del principio dell'anzianità agnatizia avvenuta in Arabia Saudita nel 2017, l'unico Stato che utilizza questo sistema è il sultanato di Perak, uno Stato non indipendente che fa parte della Malaysia. Nel Perak le regole di successione sono più complicate che negli altri stati monarchici malesi che o seguono il principio della primogenitura agnatizia (Johor, Kedah, Kelantan, Pahang, Perak, Perlis, Selangor e Terengganu) o sono monarchie elettive (Negeri Sembilan e il titolo di re della Federazione). Il sultano regnante assegna a principi del sangue (waris negri) certi titoli principeschi a vita. Essi possono essere revocati in caso di comprovata incompetenza o disabilità. I titoli sono disposti in un rigoroso ordine di precedenza che indica l'ordine di successione al trono. La relativa precedenza di questi titoli è stata modificata di volta in volta e alcuni titoli sono stati inclusi o rimossi nel corso degli anni. Tuttavia, l'ordine attuale, come confermato in data 25 febbraio 1953, è il seguente:

1. Duli Yang Teramat Mulia (Tuanku) Raja Muda, Wakil noi-Sultan, Wazir ul-Azam Negara Perak Dar ur-Ridzwan
2. Duli Yang Amat Mulia Raja di-Hiler
3. Yang Amat Mulia Raja Kechil Besar
4. Yang Mulia Raja Kechil Sulong
5. Yang Mulia Raja Kechil Tengah
6. Yang Mulia Raja Kechil Bongsu

Alla morte o alla promozione di un titolare, gli succede il principe del titolo successivo più anziano. Alla morte di un sultano regnante, il principe che detiene il titolo di Raja Muda, il più anziano della gerarchia, gli succede. In quel momento inoltre il principe che gode del titolo di Raja di-Hiler, diventa il nuovo Raja Muda. Il Raja Kechil Besar, diventa Raja di-Hiler, e così via. Il nuovo sultano potrebbe quindi nominare il proprio candidato al titolo minore resosi vacante dopo queste successioni. Anche il Perak ha conosciuto delle eccezioni al suo sistema di successione. Nel 1984 il nuovo sultano Azlan Shah ha nominato Raja Muda suo figlio Nazrin che così ha superato i cinque principi che lo avrebbero preceduto se si fosse rispettata la consuetudine.